# Jiguanshan
Jiguanshan (kinesiska: 鸡冠山乡, 鸡冠山) är en socken i Kina. Den ligger i provinsen Sichuan, i den sydvästra delen av landet, omkring 67 kilometer väster om provinshuvudstaden Chengdu. Antalet invånare är 2 995. Befolkningen består av 1 420 kvinnor och 1 575 män. Barn under 15 år utgör 12,0 %, vuxna 15-64 år 73 %, och äldre över 65 år 13,0 %.
Genomsnittlig årsnederbörd är 1 431 millimeter. Den regnigaste månaden är juli, med i genomsnitt 351 mm nederbörd, och den torraste är januari, med 12 mm nederbörd.